# Stazione di Laveno-Mombello
Stazione di Laveno-Mombello vasútállomás Olaszországban, Lombardia régióban, Laveno-Mombello településen.

## Vasútvonalak
Az állomást az alábbi vasútvonalak érintik:
- Luino–Milánó-vasútvonal
- Novara–Pino-vasútvonal

## Kapcsolódó állomások
A vasútállomáshoz az alábbi állomások vannak a legközelebb:
- Stazione di Sangiano (Stazione di Gallarate, S30)
- Stazione di Caldè (Cadenazzo vasútállomás, S30)
- Stazione di Leggiuno-Monvalle